# Торопов Володимир Іванович
Володимир Іванович Торопов (26 листопада 1938, село Рождественське Шар'їнського району, тепер Костромської області, Російська Федерація — 10 травня 1996, місто Кострома, Російська Федерація) — радянський державний діяч, 1-й секретар Костромського обкому КПРС, голова Костромської обласної ради народних депутатів. Кандидат у члени ЦК КПРС у 1986—1990 роках. Народний депутат Російської РФСР (1990—1993). 

## Життєпис
З 1956 року — лаборант Буйського сільськогосподарського технікуму Костромської області.
У 1962 році закінчив Костромський сільськогосподарський інститут «Караваєво». Працював асистентом кафедри Костромського сільськогосподарського інституту.
Член КПРС з 1962 року.
У 1962—1965 роках — комсомольський організатор (комсорг) Костромського обласного комітету ВЛКСМ, секретар комітету ВЛКСМ Костромського територіального виробничого колгоспно-радгоспного об'єднання Костромської області, 1-й секретар районного комітету ВЛКСМ.
У 1965—1973 роках — 2-й секретар, 1-й секретар Костромського обласного комітету ВЛКСМ.
У 1973—1978 роках — 1-й секретар Островського районного комітету КПРС Костромської області.
У 1978—1981 роках — завідувач відділу Костромського обласного комітету КПРС.
У 1981—1984 роках — начальник Костромського обласного управління сільського господарства.
У 1982 році закінчив Академію суспільних наук при ЦК КПРС.
У 1984 — січні 1986 року — 1-й заступник голова виконавчого комітету Костромської обласної ради народних депутатів — голова Ради агропромислового об'єднання Костромської області.
4 січня 1986 — серпень 1991 року — 1-й секретар Костромського обласного комітету КПРС.
У квітні — листопаді 1990 року — голова Костромської обласної ради народних депутатів.
Народний депутат Російської РФСР (1990—1993), входив до складу фракції «Комуністи Росії».
З 1991 року — президент і генеральний директор АТ «Агрос».

## Нагороди і звання
- орден Трудового Червоного Прапора
- два ордени «Знак Пошани»
- медаль «За доблесну працю. В ознаменування 100-річчя з дня народження Володимира Ілліча Леніна» (1970)
- медалі
- Почесний громадянин Костромської області (10.07.2014, посмертно)